# Irfan Mirzojew
Irfan Jasawiszojowycz Mirzojew (ukr. Ірфан Ясавішойович Мірзоєв; ur. 17 marca 2004) – ukraiński zapaśnik walczący w stylu klasycznym. 
Zajął dziewiętnaste miejsce na mistrzostwach Europy w 2025. Drugi na MŚ U-23 w 2023, a także na ME U-23 w 2023. Trzeci na MŚ juniorów w 2022, a także na ME w 2023 roku.